# Levibasis nubila
Levibasis nubila är en stekelart som beskrevs av Henry Keith Townes, Jr. 1970. Levibasis nubila ingår i släktet Levibasis och familjen brokparasitsteklar. Inga underarter finns listade i Catalogue of Life.